# Антигуа
Анти́гуа (англ. Antigua) — остров в Карибском море, в группе Малых Антильских островов. Является одним из островов, на которых расположено государство Антигуа и Барбуда.

## История
Своё название получил от Христофора Колумба, по имени церкви в Испании — Santa Maria La Antigua. Также известен как Вададли (что является также названием местного сорта пива); название было дано коренными жителями, индейцами, и означало, примерно, «наша собственность».
Остров был открыт Колумбом в 1493 году (по другим данным в 1496). В 1632 году колонизирован Великобританией. Франция в 1666 году попыталась захватить остров, но неудачно. 
В 1833 году Антигуа вошли в состав колонии Британские Подветренные острова.
В 1834 году на острове отменён рабский труд. В 1940 году США по соглашению с Англией разместили на острове военную базу.

## Описание
Береговая линия острова, приблизительно, составляет 87 км. Площадь — 281 км². На июль 2006 года, населения проживает 69 000 человек. Является не только одним из самых крупных Малых Антильских островов, но и одним из наиболее экономически благополучных, благодаря развитому туризму, оффшорным банкам и игровой индустрии.
На острове располагается столица Антигуа и Барбуды — Сент-Джонс, где проживает более 31 000 человек. Она находится на северо-западе Антигуа, на берегу гавани, способной принимать крупные круизные лайнеры. Вход в бухту защищён фортом. Рядом со столицей расположен международный аэропорт VC Bird. Согласно переписи 2001 года, другие города со сравнительно большим количеством жителей: Ол Сентс — 3412 человек, Либерта — 2239 человек.
На юго-востоке острова расположена Английская гавань, которая известна своей хорошей защищённостью перед штормами. Здесь находилась база британского колониального флота — «Верфь Нельсона», названная так в честь вице-адмирала Горацио Нельсона. В настоящее время, Английская гавань и соседнее с ней поселение Фелмаут широко известны, как одно из мест, где обеспечиваются хорошие условия для занятий парусным спортом. Во время ежегодных регат мирового уровня, проводимых здесь с конца апреля до начала мая, на Антигуа собирается множество яхтсменов.

## География
Климат на острове тропический, с небольшими сезонными колебаниями температуры.
Остров сложен преимущественно коралловыми известняками. Высокие береговые скалы изрезаны множеством бухт и узкими заливами, некоторые из которых формируют хорошие гавани. Поверхность острова сравнительно пологая, (некоторая холмистость наблюдается в её юго-западной части) — здесь нет горного хребта, как на большинстве остальных Карибских островов. Из-за отсутствия рек, малого количества ручьёв и почти полной вырубки леса, Антигуа часто подвергается засухе, хотя в среднем в год осадков выпадает 1158 мм. Эта проблема частично решается с помощью опреснения морской воды.
На острове находится множество пляжей.